# سررو ویکوناس
سررو ویکوناس (به اسپانیایی: Cerro Vicuñas) یک کوه در شیلی است که در شیلی واقع شده‌است. سررو ویکوناس ۶٬۰۶۷ متر بالاتر از سطح دریا واقع شده‌است.